# 사시마촌
사시마촌(猿島村)은 이바라키현 사시마군에 일찍이 존재했던 촌이다. 현재의 사카이정 동부에 해당한다.
사시마군에 2005년까지 있던 사시마정과는 관련이 없으며, 영역도 달랐다.

## 역사
- 1889년 4월 1일 - 정촌제 시행에 의해 사시마군 사시마촌이 성립하였다.
- 1947년 9월 16일 - 태풍 카스린으로 인한 폭우로 나카가와 마을의 도네강의 제방이 붕괴되어, 주변 촌과 함께 사시마촌도 대부분 침수되는 피해를 입었다.
- 1955년 3월 16일 - 사카이 정, 시즈카 촌, 나가타 촌, 모리토 촌과 합병해 사카이정이 성립하여 소멸하였다.